# Zeinheim
Zeinheim è un comune francese di 191 abitanti situato nel dipartimento del Basso Reno, nella regione del Grand Est.

## Storia

### Simboli
Lo stemma del Comune di Zeinheim si blasona:

## Società

### Evoluzione demografica
Abitanti censiti